# The Essential Hemingway
The Essential Hemingway is een verzameling geschriften van Ernest Hemingway, in 1947 gepubliceerd door Jonathan Cape Ltd. 
Het boek bevat de volledige tekst van The Sun Also Rises, Hemingways eerste grote roman; lange fragmenten uit zijn drie grootste fictiewerken, A Farewell to Arms, To Have and Have Not en For Whom the Bell Tolls, en vijfentwintig volledige verhalen.